# Južnoe Butovo
Il quartiere Južnoe Butovo (in russo Район Южное Бутово?, Butovo meridionale) è un quartiere di Mosca sito nel distretto sud-occidentale, posto oltre l'MKAD.
Insieme a Severnoe Butovo occupa l'area dove in passato sorgeva l'abitato di Butovo. L'area viene aggregata al territorio cittadino di Mosca nel 1985, la divisione nei due quartieri è successiva alla riforma amministrativa del 1991.